# Krzysztof Jastrząb
Krzysztof Jastrząb (ur. 26 stycznia 1959 w Tychach) – polski operator dźwięku.
Absolwent Wydziału Reżyserii Dźwięku Uniwersytetu Muzycznego Fryderyka Chopina w Warszawie. Laureat Nagrody za dźwięk na Festiwalu Polskich Filmów Fabularnych w Gdyni oraz Polskiej Nagrody Filmowej, Orzeł w kategorii najlepszy dźwięk (ponadto trzykrotnie nominowany do tej nagrody). Członek Polskiej Akademii Filmowej.

## Wybrana filmografia
jako operator dźwięku:
- Wszystko, co najważniejsze (1992)
- Psy 2. Ostatnia krew (1994)
- Pestka (1995)
- Sezon na leszcza (2000)
- Przedwiośnie (2001)
- Jasne błękitne okna (2006)
- Janosik. Prawdziwa historia (2009)
- Afonia i pszczoły (2009)
- Mała matura 1947 (2010)
- Kamienie na szaniec (2014)
- Excentrycy, czyli po słonecznej stronie ulicy (2015)

## Nagrody i nominacje
- 1992 – Nagroda za dźwięk w filmie Wszystko, co najważniejsze na Festiwalu Polskich Filmów Fabularnych w Gdyni
- 2010 – nominacja do Polskiej Nagrody Filmowej, Orzeł za dźwięk w filmie Afonia i pszczoły
- 2010 – nominacja do Polskiej Nagrody Filmowej, Orzeł za dźwięk w filmie Janosik. Prawdziwa historia
- 2012 – nominacja do Polskiej Nagrody Filmowej, Orzeł za dźwięk w filmie Mała matura 1947
- 2016 – Polska Nagroda Filmowa, Orzeł za dźwięk w filmie Excentrycy, czyli po słonecznej stronie ulicy